# Asymptotische Normalität
Die asymptotische Normalität ist in der mathematischen Statistik eine Eigenschaft von Statistiken bzw. Schätzern. Eine Statistik, der diese Eigenschaft zukommt, wird als asymptotisch normale Statistik oder asymptotisch normalverteilte Statistik bezeichnet. Asymptotisch normale Statistiken zeichnen sich dadurch aus, dass ihre Verteilung im Grenzwert gegen die Standardnormalverteilung konvergiert (bezüglich der Konvergenz in Verteilung). Dies ermöglicht die Konstruktion approximativer statistischer Verfahren.

## Definition
Gegeben sei eine mit einer Indexmenge {\displaystyle \Theta } indizierte Familie von Wahrscheinlichkeitsmaßen {\displaystyle (P_{\vartheta })_{\vartheta \in \Theta }} sowie ein Wahrscheinlichkeitsraum {\displaystyle (\Omega ,{\mathcal {A}},P_{\vartheta })} und eine Folge von Zufallsvariablen {\displaystyle (X_{i})_{i\in \mathbb {N} }} auf diesem Wahrscheinlichkeitsraum.
Dann heißt eine Folge von Statistiken {\displaystyle T_{n}=T_{n}(X_{1},X_{2},\dots ,X_{n})} asymptotisch normalverteilt oder asymptotisch normal, wenn es Folgen
{\displaystyle (a_{n}(\vartheta ))_{n\in \mathbb {N} }} und {\displaystyle (b_{n}(\vartheta ))_{n\in \mathbb {N} }}
gibt, so dass
{\displaystyle {\frac {T_{n}-a_{n}(\vartheta )}{b_{n}(\vartheta )}}{\stackrel {n\to \infty }{\implies }}{\mathcal {N}}(0,1)} in Verteilung für alle {\displaystyle \vartheta \in \Theta }.
Die normierten und reskalierten  Verteilungen konvergieren also gegen die Standardnormalverteilung.

## Verwendung
Asymptotisch normalverteilte Statistiken sind ein Hilfsmittel in der asymptotischen Statistik. 
Ist die Verteilung einer Statistik {\displaystyle T_{n}} unbekannt, aber asymptotisch normalverteilt, so kann man sie durch
{\displaystyle P(T_{n}\leq t)\approx \Phi \left({\frac {t-a_{n}(\vartheta )}{b_{n}(\vartheta )}}\right)}
annähern. Hierbei bezeichnet {\displaystyle \Phi } die Verteilungsfunktion der Standardnormalverteilung. Die Stichprobengröße {\displaystyle n} sollte groß genug sein, um den Näherungsfehler klein zu halten. Diese Näherungsmöglichkeit erlaubt es, exakte statistische Methoden, die auf normalverteilte Statistiken zugeschnitten sind (Gauß-Test etc.), als approximative Verfahren auf asymptotisch normalverteilte Statistiken zu übertragen.